# Vincent Macaigne
Vincent Macaigne (Parigi, 19 ottobre 1978) è un attore, regista e drammaturgo francese.

## Biografia
Ha studiato all'Institut National Supérieur des Arts du Spectacle di Bruxelles e al Conservatoire national supérieur d'art dramatique di Parigi. Una volta diplomatosi, ha intrapreso una fitta attività teatrale, che lo ha visto anche nei panni di autore e regista, spesso impegnato a riscrivere liberamente e in maniera anticonvenzionale grandi classici come L'idiota di Fëdor Dostoevskij (in Idiot!, 2009) o l’Amleto di Shakespeare (in Au moins j'aurai laissé un beau cadavre, 2011). I suoi lavori teatrali sono caratterizzati da un forte uso della violenza e da una peculiare commistione del teatro con danza ed arti plastiche.
Ha fatto il suo debutto cinematografico nel 2001 in La Répétition - L'altro amore di Catherine Corsini, e da allora è diventato una presenza frequente del cinema d'autore francese. Il film che lo ha fatto conoscere al grande pubblico è stato la commedia di Antonin Peretjatko La Fille du 14 juillet, presentata al Festival di Cannes 2013 e che gli è valsa una nomination come miglior attore ai Premi César 2014. Ha debuttato come regista cinematografico con il mediometraggio Ce qu'il restera de nous, vincitore del Gran Premio al Festival di Clermont-Ferrand. Nel 2015 ha diretto Don Juan, un adattamento del Don Giovanni di Molière, presentato al Locarno Film Festival.

## Filmografia

### Attore

#### Cinema
- La Répétition - L'altro amore (La Répétition), regia di Catherine Corsini (2001)
- Le Doux amour des hommes, regia di Jean-Paul Civeyrac (2002)
- Quando sarò una star (Quand je serai star), regia di Patrick Mimouni (2004)
- 24 mesures, regia di François Favrat (2007)
- De la guerre - Della guerra (De la guerre), regia di Bertrand Bonello (2008)
- Un été brûlant, regia di Philippe Garrel (2011)
- Un monde sans femmes, regia di Guillaume Brac (2011)
- Rives, regia di Armel Hostiou (2011)
- La Fille du 14 juillet, regia di Antonin Peretjatko (2013)
- 2 automnes 3 hivers, regia di Sébastien Betbeder (2013)
- Tonnerre, regia di Guillaume Brac (2013)
- La Bataille de Solférino, regia di Justine Triet (2013)
- Eden, regia di Mia Hansen-Løve (2014)
- Tristesse Club, regia di Vincent Mariette (2014)
- Due amici (Les deux amis), regia di Louis Garrel (2015)
- Une histoire américaine, regia di Armel Hostiou (2015)
- Agnus Dei (Les Innocentes), regia di Anne Fontaine (2016)
- La legge della giungla (La Loi de la jungle), regia di Antonin Peretjatko (2016)
- Des nouvelles de la planète Mars, regia di Dominik Moll (2016)
- C'est la vie - Prendila come viene (Le Sens de la fête), regia di Olivier Nakache e Éric Toledano (2017)
- Marvin (Marvin ou la belle éducation), regia di Anne Fontaine (2017)
- Chien, regia di Samuel Benchetrit (2017)
- Il gioco delle coppie (Doubles Vies), regia di Olivier Assayas (2018)
- Bianca come la neve (Blanche comme neige), regia di Anne Fontaine (2019)
- Fête de famille, regia di Cédric Kahn (2019)
- Les choses qu'on dit, les choses qu'on fait, regia di Emmanuel Mouret (2020)
- L'Origine du monde, regia di Laurent Lafitte (2020)
- Médecin de nuit, regia di Élie Wajeman (2020)
- T'as pécho?, regia di Adeline Picault (2020)
- The French Dispatch of the Liberty, Kansas Evening Sun, regia di Wes Anderson (2021)
- A letto con Sartre (Cette musique ne joue pour personne), regia di Samuel Benchetrit (2021)
- Una relazione passeggera (Chronique d'une liaison passagère), regia di Emmanuel Mouret (2022)
- Ritratto di un amore (Bonnard, Pierre et Marthe), regia di Martin Provost (2023)
- Hors du temps, regia di Olivier Assayas (2024)
- Maria, regia di Pablo Larraín (2024)
- Tre amiche (Trois Amies), regia di Emmanuel Mouret (2024)

#### Televisione
- Irma Vep - La vita imita l'arte (Irma Vep) – miniserie TV, 8 puntate (2022)
- Alphonse – serie TV, 6 episodi (2023)

### Regista
- Ce qu'il restera de nous (2011) - mediometraggio
- Don Juan (2015)

## Doppiatori italiani
- Alberto Bognanni in La legge della giungla, Maria
- Vittorio Guerrieri in Il gioco delle coppie, Ritratto di un amore
- Walter Rivetti in Eden
- Gianluca Crisafi in Due amici
- Alessia Cigliano in Agnus Dei
- Nanni Baldini in C'est la vie - Prendila come viene
- Stefano Crescentini in Irma Vep - La vita imita l'arte

## Premi e riconoscimenti
- 2023 - Premio César
  - Candidatura migliore attore - Una relazione passeggera (Chronique d'une liaison passagère)
- 2013 - Festival internazionale del cinema di Mar del Plata
  - Miglior attore - La Bataille de Solférino